# Razata
Razata  este un oraș în Grecia în prefectura Kefalonia.